# Tosa (Tosa)
Tosa (jap. 土佐町 Tosa-chō) – miasto w Japonii, na wyspie Sikoku, w prefekturze Kōchi. Według danych na rok 2020 miejscowość zamieszkiwało 3 753 mieszkańców , a gęstość zaludnienia wyniosła 17,7 os./km².